# Uzbekistan Airways
JSC Uzbekistan Airways, operante come Uzbekistan Airways (in uzbeko: Oʻzbekiston Havo Yoʻllari, Ўзбекистон Ҳаво Йўллари; in russo: Узбекские Авиалинии), è la compagnia aerea di bandiera dell'Uzbekistan. Dal suo hub principale situato all'aeroporto Internazionale di Tashkent, la compagnia aerea serve numerose destinazioni nazionali; l'azienda effettua anche voli internazionali in Asia, Europa e Nord America.

## Storia
In seguito allo scioglimento dell'Unione Sovietica, il presidente uzbeko Islam Karimov nel 1992 autorizzò la creazione di Uzbekistan Airways. La compagnia aerea venne fondata il 28 gennaio 1992 e assunse le operazioni della divisione uzbeka di Aeroflot il 31 maggio 1992. Nel 1993, Uzbekistan Airways acquisì i suoi primi due Airbus A310-300. I due A310 vennero contati come parte della flotta a partire dal marzo 1995, insieme agli aerei di costruzione russa (25 Antonov An-24/26, un Ilyushin Il-62, 13 Ilyushin Il-76, un Ilyushin Il-86, 23 Tupolev Tu-154 e tre Yakovlev Yak-40). A questo punto, la compagnia aerea era ancora l'unico operatore nel paese. Verso la fine del 1995, il vettore ordinò i suoi primi aerei Boeing: due Boeing 767-300ER e un solo Boeing 757.
Uzbekistan Airways era il cliente di lancio dell'Ilyushin Il-114; prese in consegna il primo velivolo assemblato localmente nel luglio 1998. Altri due Boeing 757-200 furono ordinati direttamente dalla Boeing nell'aprile 1999. Verso la fine del 1999, la società acquisì la proprietà del primo di questi due Boeing 757-200 da 184 posti.
Ad aprile 2000, la compagnia aerea aveva 16.296 dipendenti. A quel tempo, la flotta comprendeva tre Airbus A310-300, tre Antonov An-12, un Antonov An-24, 18 Antonov An-24B, tre Antonov An-24RV, tre Boeing 757-200, due Boeing 767-300ER, tre Avro RJ85, quattro Ilyushin Il-114, due Ilyushin Il-62, sei Ilyushin Il-62M, dieci Ilyushin Il-76T, nove Ilyushin Il-86, 15 Tupolev Tu-154B, due Tupolev Tu-154M e 19 Yakovlev Yak-40. Le destinazioni servite all'epoca includevano Almaty, Amsterdam, Andijan, Aşgabat, Atene, Baku, Bangkok, Pechino, Biškek, Bukhara, Čeljabinsk, Chabarovsk, Dacca, Delhi, Ekaterinburg, Fergana, Francoforte sul Meno, Gedda, Istanbul, Karshi, Kazan',  Kuala Lumpur, Londra, Mineral'nye Vody, Mosca, Namangan, New York, Novosibirsk, Nukus, Omsk, Parigi, Riad, Rostov sul Don, Samara, Samarcanda, Seul, Sharja, Simferopoli, San Pietroburgo, Tashkent, Tel Aviv, Termez, Tjumen', Ufa e Urgench.
Altri due Boeing 767-300ER, equipaggiati con motori Pratt & Whitney PW4000, vennero ordinati nel 2001 e la consegna avvenne nel 2002.
Uzbekistan Airways ha trasportato 2,625 milioni di passeggeri nel 2014, con una diminuzione dell'1,9% su base annua, mentre il 4,6% in più di merci.

## Destinazioni

### Accordi commerciali
Al 2022 Uzbekistan Airways ha accordi di code-share con le seguenti compagnie:
- airBaltic
- Belavia
- Korean Air
- Malaysia Airlines
- S7 Airlines
- Turkish Airlines
- Ural Airlines

## Flotta

### Flotta attuale
A maggio 2025 la flotta di Uzbekistan Airways è così composta:

### Flotta storica
Uzbekistan Airways operava in precedenza con i seguenti aeromobili:
- Airbus A300-600RF
- Airbus A310-300
- Antonov An-2
- Antonov An-24
- Avro RJ85
- Boeing 757-200
- Ilyushin Il-62
- Ilyushin Il-76
- Ilyushin Il-86
- Ilyushin Il-114
- Tupolev Tu-154
- Yakovlev Yak-40

### Sviluppo
A metà del 2007, il vettore ordinò 6 Airbus A320; a quel punto la flotta era composta da 55 unità e da dieci diversi modelli di aerei; lo Yakovlev Yak-40 di costruzione russa era tra questi. Nello stesso anno, la compagnia aerea ordinò 2 Boeing 787-8.
Alla fine del 2008, la società ordinò 4 Boeing 767-300ER in un accordo da 597 milioni di dollari, e l'ordine per gli A320 fu portato a 10 aeromobili. La compagnia aerea prese in consegna il suo primo A320 nel luglio del 2010; ha iniziato le operazioni sulla rotta Tashkent-Baku. Il primo dei 4 Boeing 767-300ER ordinati nel 2008 è stato consegnato nel febbraio del 2012, in coincidenza con il 20º anniversario del vettore. Sempre nel 2012, la compagnia aerea ha ritirato l'An-24 dal servizio. Nel maggio del 2013, fu annunciato che la Banca islamica per lo sviluppo aveva firmato un accordo per 270 milioni di dollari con il governo dell'Uzbekistan (170 milioni di dollari) in parte per finanziare l'acquisizione di 2 Boeing. Nel luglio del 2013, gli Airbus A310 sono stati ritirato dal servizio.
La compagnia aerea ha deciso di convertire 2 dei Boeing 767-300ER più vecchi in versione cargo. La conversione del primo aeromobile è stata completata nel dicembre del 2014. Alla fine di dicembre 2014, il secondo aereo è arrivato a Tashkent.
Uzbekistan Airways ha ricevuto il suo primo Boeing 787-8 alla fine di agosto 2016.

## Galleria d'immagini

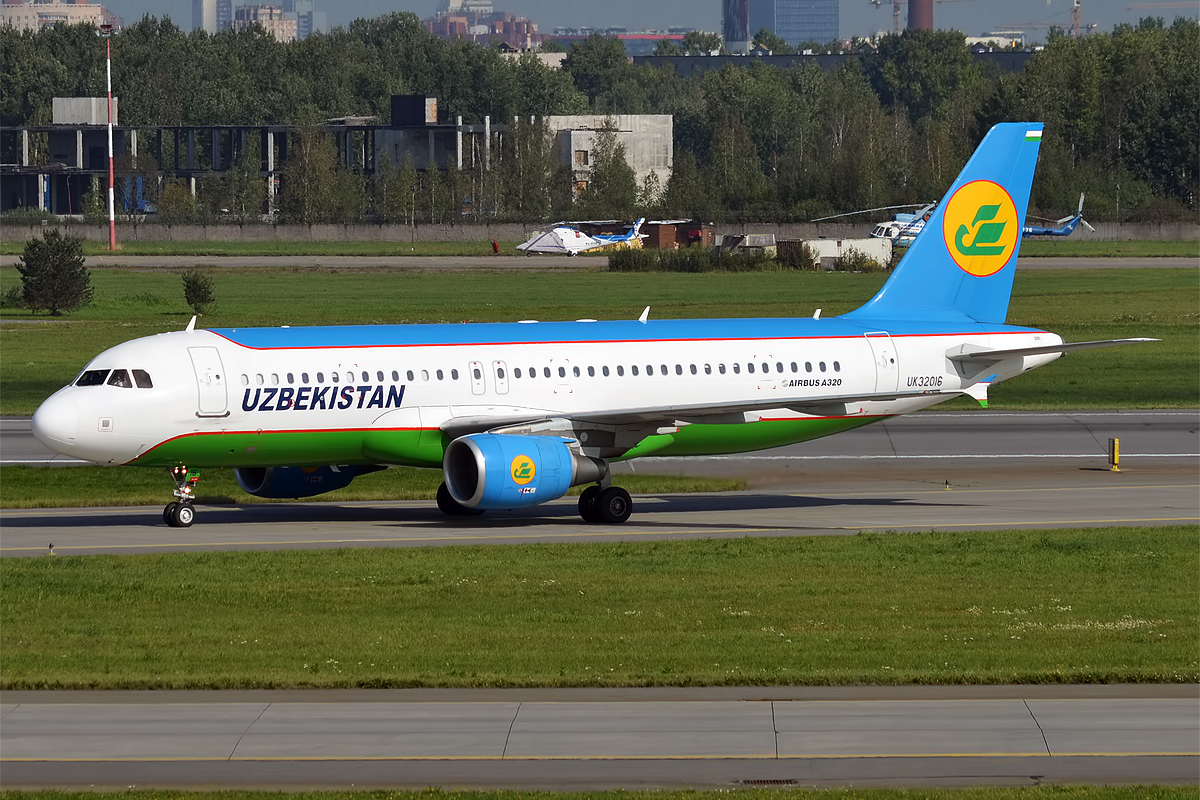
Un Airbus A320 della compagnia.
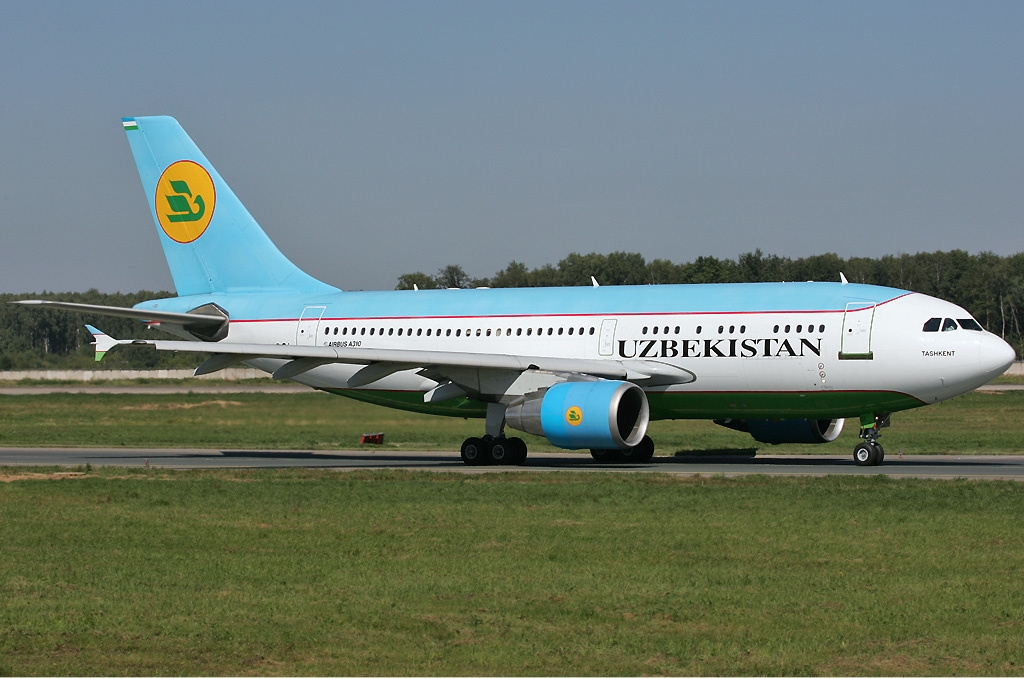
Un Airbus A310 della compagnia nella livrea precedente.
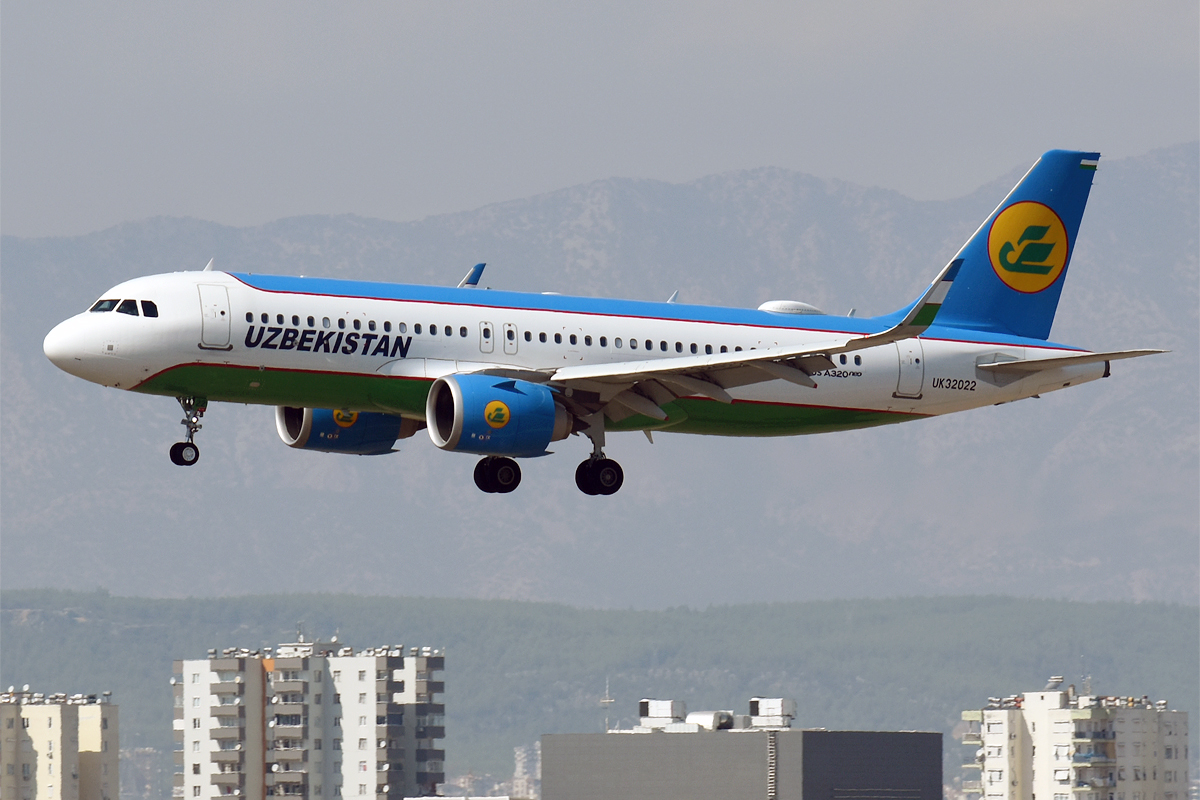
Un nuovo Airbus A320neo della compagnia
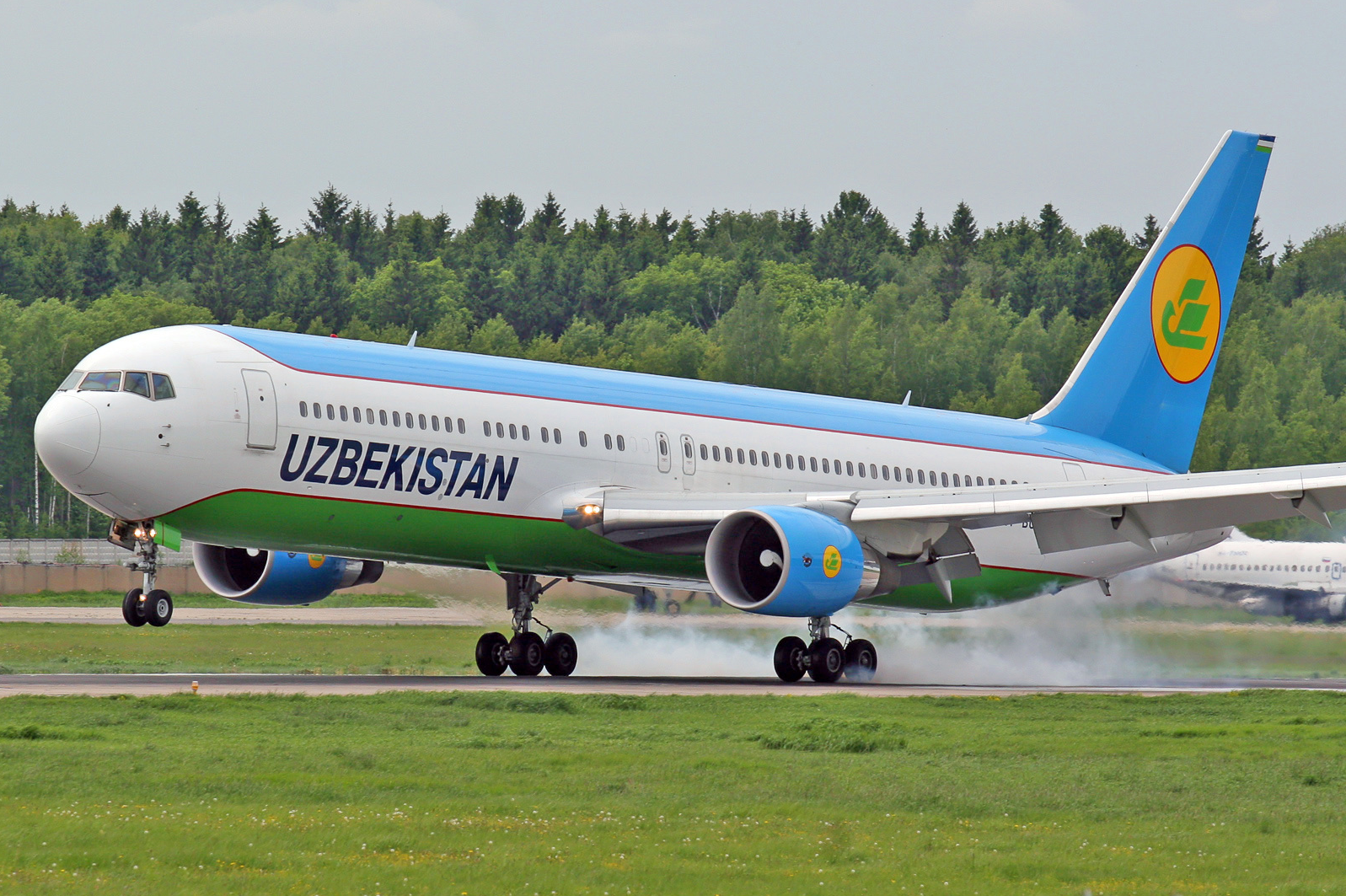
Un Boeing 767 della compagnia.
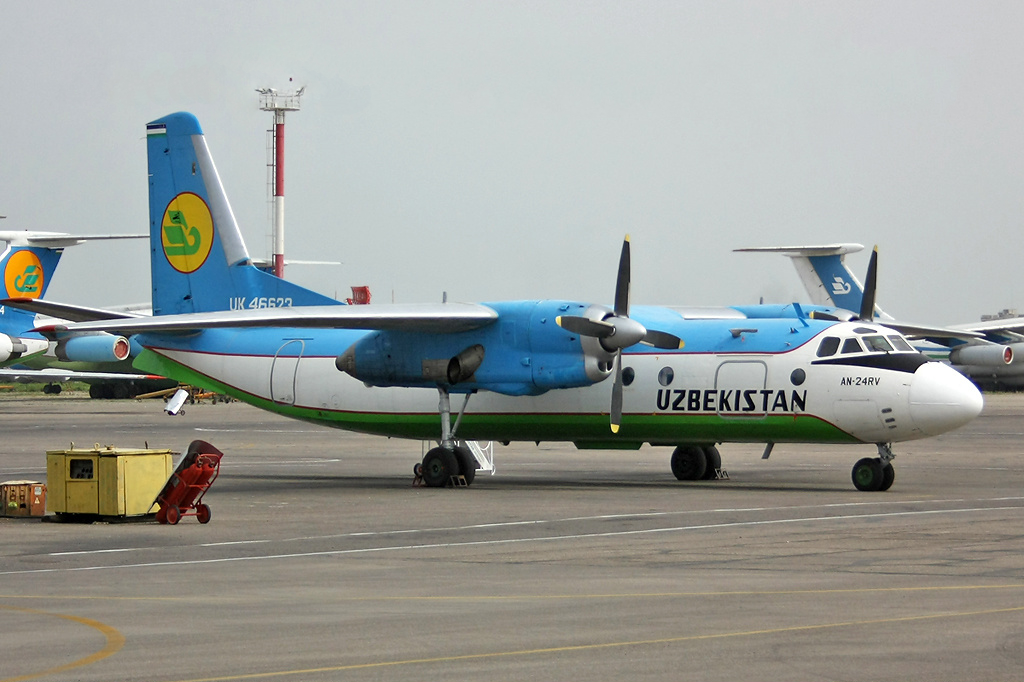
Un Antonov An-24 della compagnia.
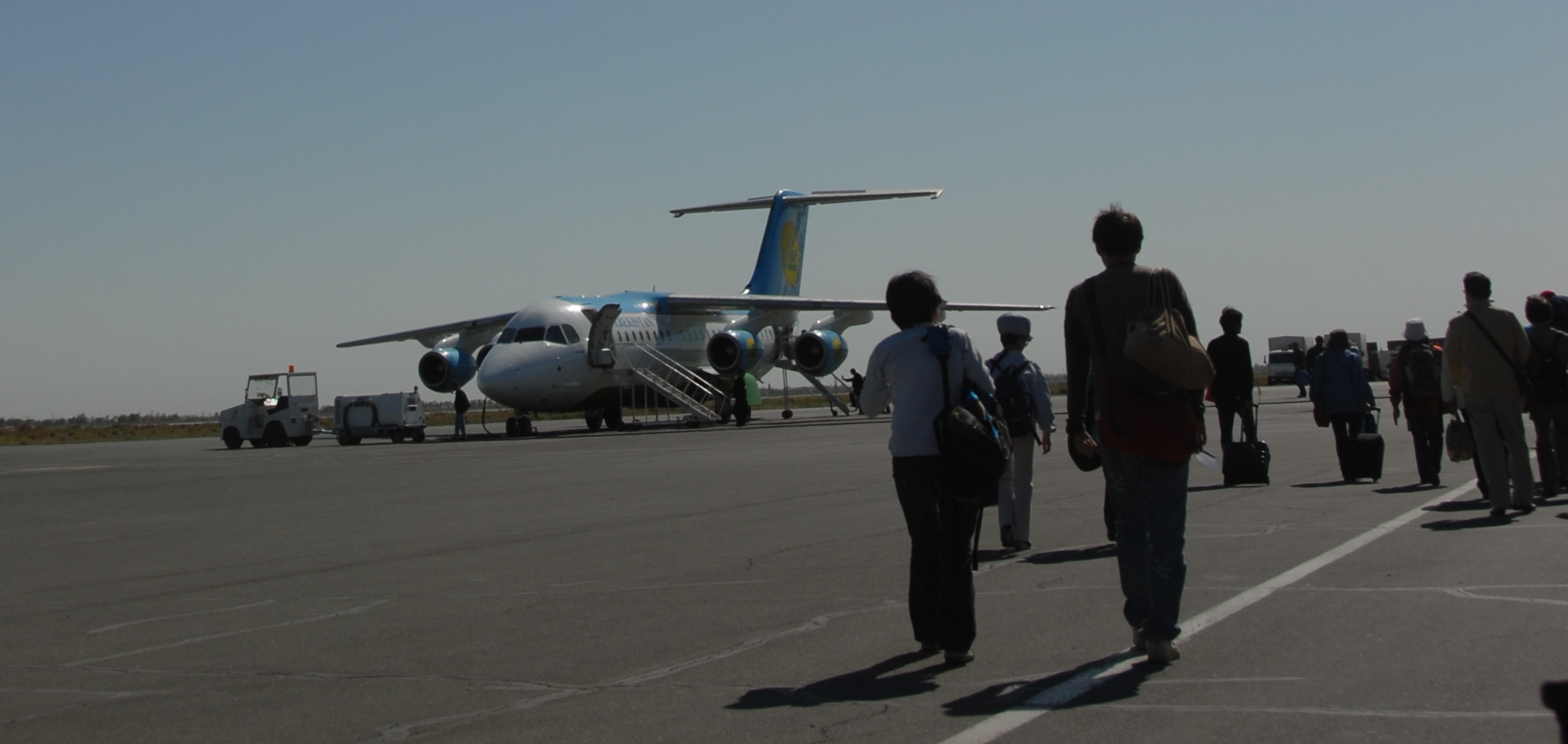
Un Avro della compagnia durante l'imbarco. Il modello è ora in pensione.
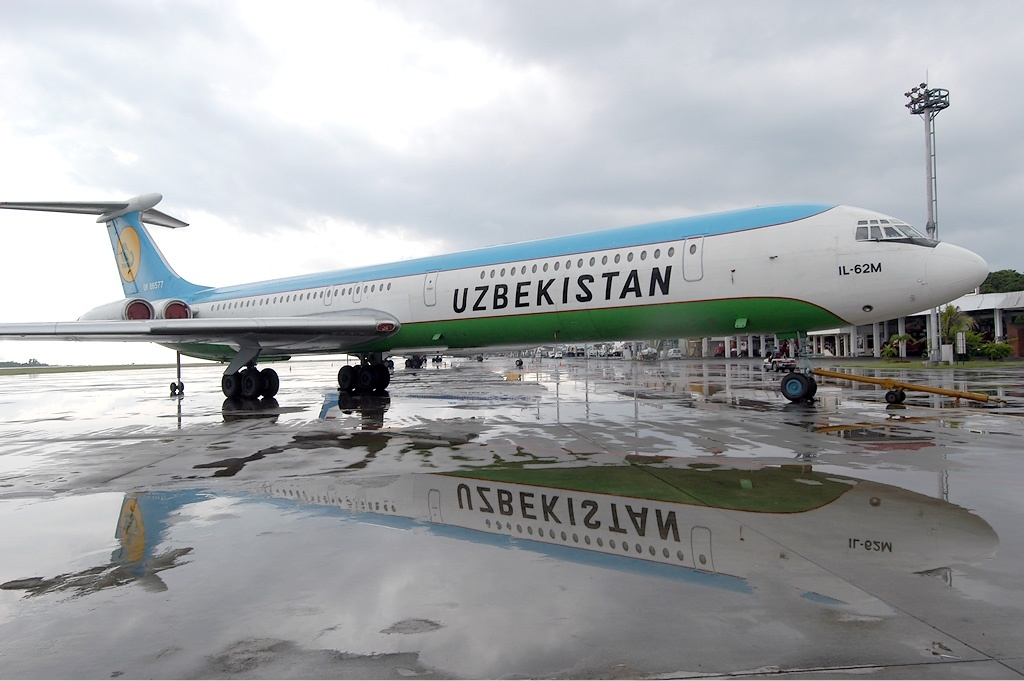
Un Ilyushin Il-62M della compagnia che indossa la nuova livrea.
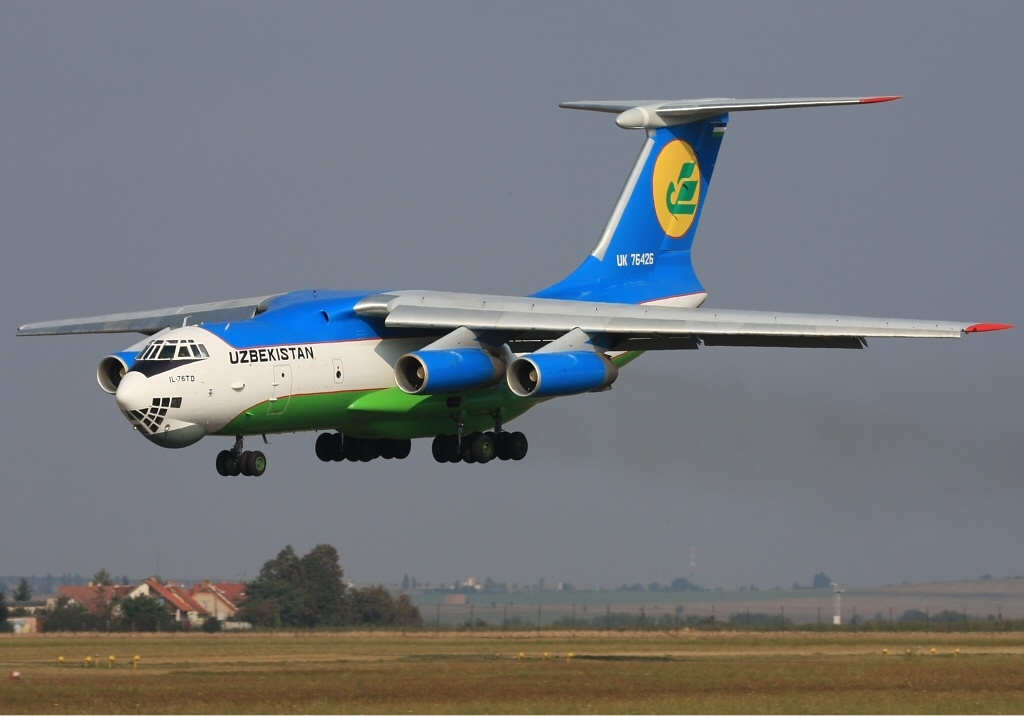
Un Ilyushin Il-76 dipinto con la nuova livrea della compagnia.
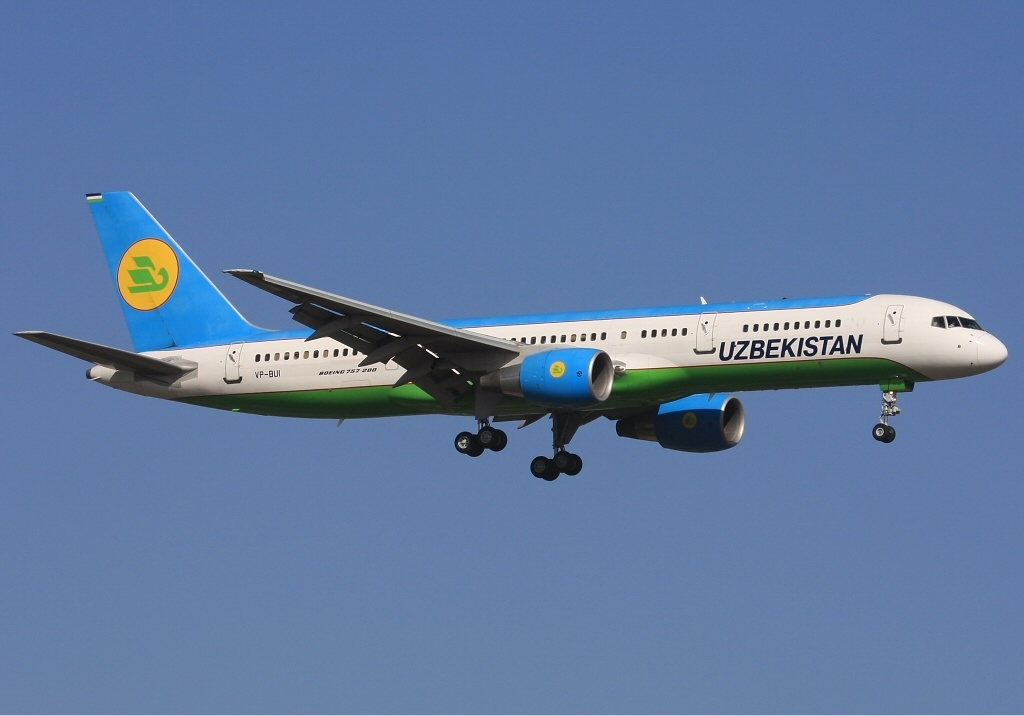
Un Boeing 757-200 della Uzbekistan Airways.
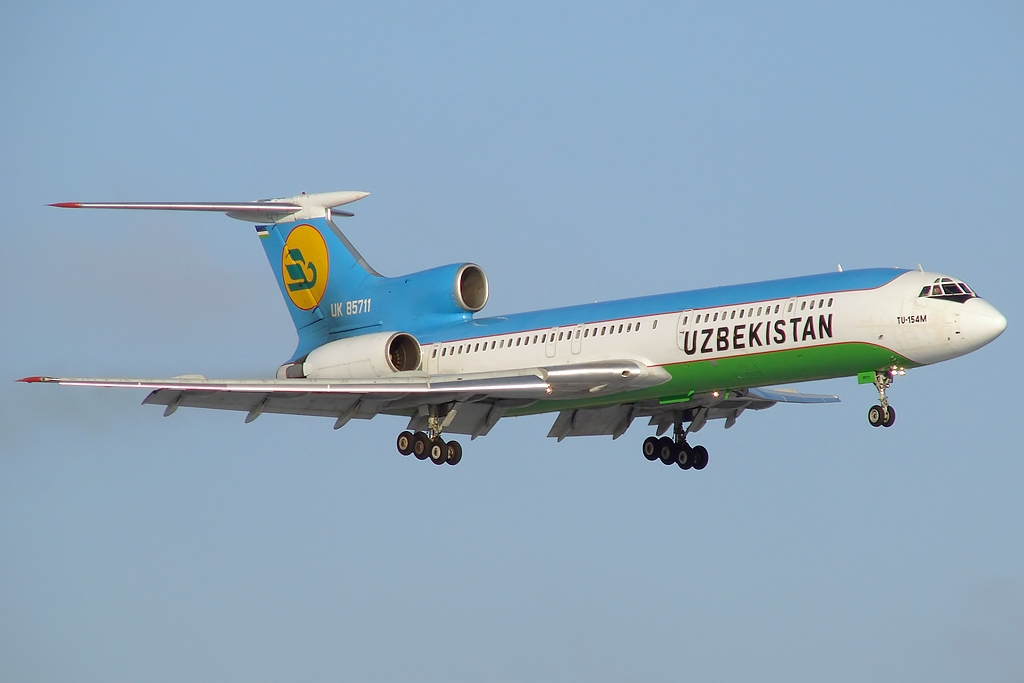
Un Tupolev Tu-154 della compagnia, pensionato da pochi anni.
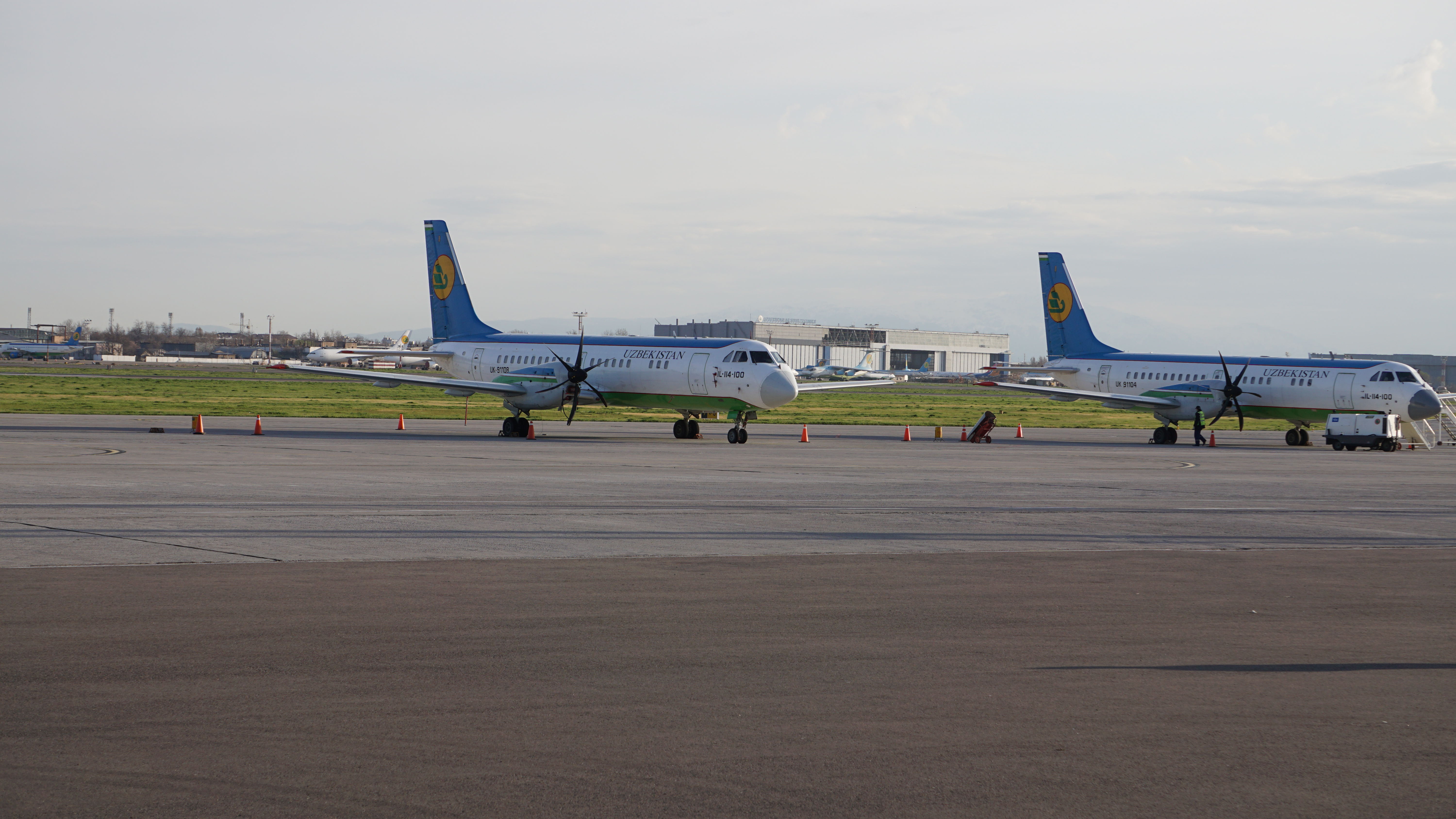
Dei modelli Ilyushin Il-114 della Uzbekistan Airways, vettore di lancio del velivolo.

## Incidenti
- Il 26 agosto 1990, uno Yakovlev Yak-40, marche UK-87848, stava effettuando una riattaccata quando colpì alcune linee elettriche ad un'altezza di 10 metri, 2000 metri oltre la pista. Il ventre dell'aereo colpì il suolo e scivolò per 130 m (425 piedi) prima di fermarsi contro un terrapieno. Morirono due persone.[32]
- Il 13 gennaio 2004, il volo Uzbekistan Airways 1154, uno Yakovlev Yak-40, si scontrò con una stazione radar durante l'atterraggio a Tashkent, si capovolse, prese fuoco ed esplose, provocando la morte di tutte le 37 persone a bordo.[33]